# Apsley Cherry-Garrard
Vous lisez un « bon article » labellisé en 2022.
Apsley Cherry-Garrard, né le 2 janvier 1886 à Bedford (Royaume-Uni) et mort le 18 mai 1959 à Londres, est un explorateur polaire et écrivain voyageur britannique. Il participe à l'expédition Terra Nova (1910-1913) menée par Robert Falcon Scott dans l'Antarctique. Lors de cette expédition, il participe notamment à la marche hivernale vers le cap Crozier et fait partie de l'un des nombreux groupes de soutien qui permettent à Robert Scott et à quatre accompagnateurs de progresser vers le pôle Sud géographique. Il fait également partie de l'équipe de recherche qui découvre en novembre 1912 le dernier camp du groupe du pôle Sud et les corps de Robert Scott, Edward Wilson et Henry Bowers. Il décrit l'expédition et les évènements dans son livre Le Pire Voyage au monde, paru en 1922, et qui fait désormais partie des classiques de la littérature de voyage et polaire.
Après un voyage d'exploration médicale en Chine en 1914 et sa participation à la Première Guerre mondiale dans le Royal Naval Air Service, Apsley Cherry-Garrard connaît de graves problèmes de santé en 1916, probablement causés par les expériences traumatisantes vécues lors de l'expédition Terra Nova, et dont il souffrira pendant le reste de sa vie.

## Biographie

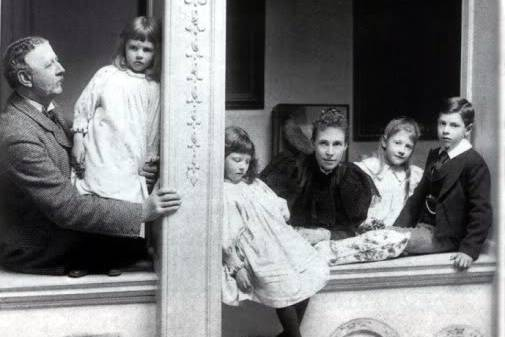
Apsley Cherry-Garrard (à droite) avec ses parents et ses sœurs Mildred, Elsie et Ida (de gauche à droite) en 1896.

Apsley George Benet Cherry-Garrard nait le 2 janvier 1886 au no 15 de la Landsdowne Road de Bedford, au sud de l'Angleterre,,,. Il est le fils d'Evelyn Edith (née Sharpin, 1857-1946), et d'Apsley Cherry (plus tard Cherry-Garrard, 1832-1907), major général, compagnon de l'Ordre du Bain (CB) et Justice de Paix (JP),. Apsley est l'aîné de six enfants et le seul garçon de sa fratrie. La famille Cherry, originaire de France, appartient à la classe moyenne aisée de l'époque victorienne. Son père sert comme officier de l'armée britannique lors de la rébellion indienne de 1857, ainsi que dans la colonie sud-africaine du Cap lors des guerres cafres et de la guerre anglo-zouloue de 1879.
Apsley passe sa jeunesse dans la propriété familiale de Denford Park à Kintbury, dans le Berkshire et, à partir de 1892, dans le domaine de Lamer Park à Wheathampstead dans le Hertfordshire. Ce dernier appartient à la lignée paternelle des Garrard depuis le milieu du XVIe siècle et devient la propriété du père d'Apsley par héritage ; ce dernier hérite aussi des armoiries et du nom de la famille Garrard,,.
À l'âge de sept ans, Apsley Cherry-Garrard est envoyé par ses parents à la Grange Preparatory School de Folkestone, dans le Kent. Plus tard, il fréquente le Winchester College et obtient un Bachelor of Arts (B.A.) en philologie classique et en histoire moderne au Christ Church College d'Oxford,. Le jeune garçon, qui souffrira toute sa vie d'une forte myopie, est considéré pendant sa scolarité comme un solitaire ; il est timide et évité par ses camarades de classe aux ambitions sportives. Pendant ses études, il devient néanmoins un excellent rameur et, en 1908, il remporte la prestigieuse régate royale de Henley dans une équipe de sélection en huit de son collège,.

## Expédition Terra Nova

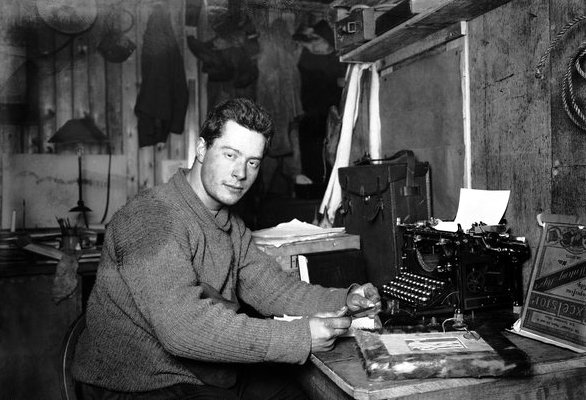
Apsley Cherry-Garrard devant sa machine à écrire dans la cabane de l'expédition, au cap Evans sur l'île de Ross en Antarctique.

Dès son plus jeune âge, Apsley Cherry-Garrard admire son père pour son style de vie aventureux et il est bien décidé à l'imiter. En 1907, il se lance donc dans un tour du monde à bord de cargos. Alors qu'il se trouve à Brisbane, en Australie, il apprend que Robert Falcon Scott prépare sa deuxième expédition en Antarctique afin d'être le premier à atteindre le pôle Sud géographique. Lorsque l'homme de confiance de Robert Scott, Edward Wilson, se trouve à l'automne 1908 dans la propriété écossaise d'un des cousins de Cherry-Garrard, ce dernier en profite pour poser sa candidature à l'expédition,. Robert Scott le refuse dans un premier temps, malgré l'intervention d'Edward Wilson. Cherry-Garrard accepte de mettre à disposition de l'expédition 1 000 livres sterling (l'équivalent de £105 200  dans les années 2020), même sans contrepartie. Robert Scott est tellement impressionné par ce geste qu'il finit par le recruter officiellement comme assistant zoologiste, de facto comme assistant d'Edward Wilson. Cherry-Garrard et Lawrence Oates, qui est chargé de s'occuper des poneys de Mandchourie, sont les seuls membres de l'expédition à payer pour leur participation. Malgré le mal de mer, Cherry-Garrard fait partie de l'équipe qui effectue l'entièreté du voyage entre Cardiff et le cap Evans sur l'île de Ross entre le 15 juin 1910 et le 4 janvier 1911 à bord du navire de recherche Terra Nova.
Alors qu'au début, les membres de l'expédition, en particulier les scientifiques, se moquent de lui en raison de son manque de qualifications, Robert Scott écrit qu'il est « extrêmement intelligent et immédiatement disponible » et qu'il est « un autre de ces travailleurs proches de la nature, réservés et sereins ». Au camp de base, il est notamment chargé de la rédaction du journal d'expédition, Robert Scott lui ayant demandé d'apprendre à utiliser une machine à écrire avant le début de l'expédition. En tant qu'éditeur du South Polar Times (en), il est le successeur direct d'Ernest Shackleton et de Louis Bernacchi, qui ont assumé cette tâche l'un après l'autre lors de l'expédition Discovery de Robert Scott (1901-1904). Dans la cabane de l'expédition, il partage le logement avec Lawrence Oates, Henry Bowers, Edward Atkinson et Cecil Meares, Id. Il développe des relations amicales avec ces hommes ainsi qu'avec Edward Wilson.

### Mise en place de dépôts d'approvisionnement

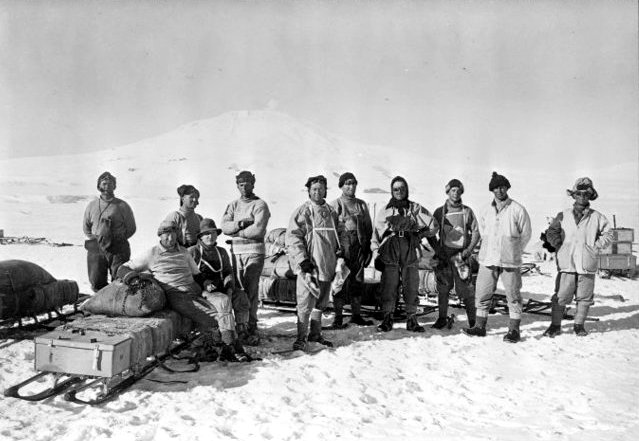
Apsley Cherry-Garrard (troisième à partir de la droite) avec l'équipe des premiers dépôts en janvier 1911.

Le 24 janvier 1911, l'équipe commence, comme Cherry-Garrard le décrit « dans un état d'urgence à la limite de la panique », à constituer des dépôts pour la marche prévue vers le pôle Sud géographique. Il fait partie d'un groupe de treize personnes dirigé par Robert Scott qui, ce jour-là, part avec huit poneys et 29 chiens de traîneau pour le transport de provisions et d'équipement vers l'ancien quartier de l'expédition Discovery sur la péninsule de Hut Point. Il s'agit de la première de toute une série de marches, au cours desquelles Cherry-Garrard parcourra l'équivalent de 4 923 km, soit la distance plus longue que tous les autres membres de l'expédition. L'objectif de ces marches de ravitaillement est d'établir le dépôt le plus au sud, à une latitude de 80° S, sur la calotte glaciaire de la barrière de Ross, en plus d'autres dépôts de nourriture.
L'entreprise échoue en raison du mauvais temps et d'un sol mou dans lequel les poneys s'enfoncent jusqu'au ventre, surtout s'ils ne portent pas de raquettes. Finalement, le 17 février, Scott fait aménager le One Ton Depot à 79° 29′ S, à environ 56 km au nord de la position visée et à quelque 240 km au sud de la péninsule de Hut Point. Certains hommes, dont Apsley Cherry-Garrard, souffrent déjà à ce moment-là d'engelures au visage. Lors du retour au camp de base en équipes séparées jusqu'à fin février 1911, six des huit poneys périssent de froid et d'épuisement. Trois des quatre chevaux meurent lors de la tentative commune d'Apsley, Henry Bowers et Tom Crean de ramener les animaux sur une surface de glace en train de se briser entre la péninsule de Hut Point et le cap Evans.
Le 16 mars 1911, Cherry-Garrard et sept compagnons, sous la direction du chef d'expédition adjoint Edward Evans, entreprennent une dernière marche en direction d'un nouveau dépôt sur le plateau de Ross avant le début de l'hiver antarctique. Le groupe est pris dans une tempête de neige qui lui fait perdre temporairement l'orientation dans un terrain comportant de nombreuses crevasses et qui le mène avec difficulté jusqu'au Corner Camp à l'est de l'île White. Le retour se déroule en revanche sans encombre et l'équipe arrive saine et sauve à Hut Point le 23 mars.

### Marche hivernale vers le cap Crozier

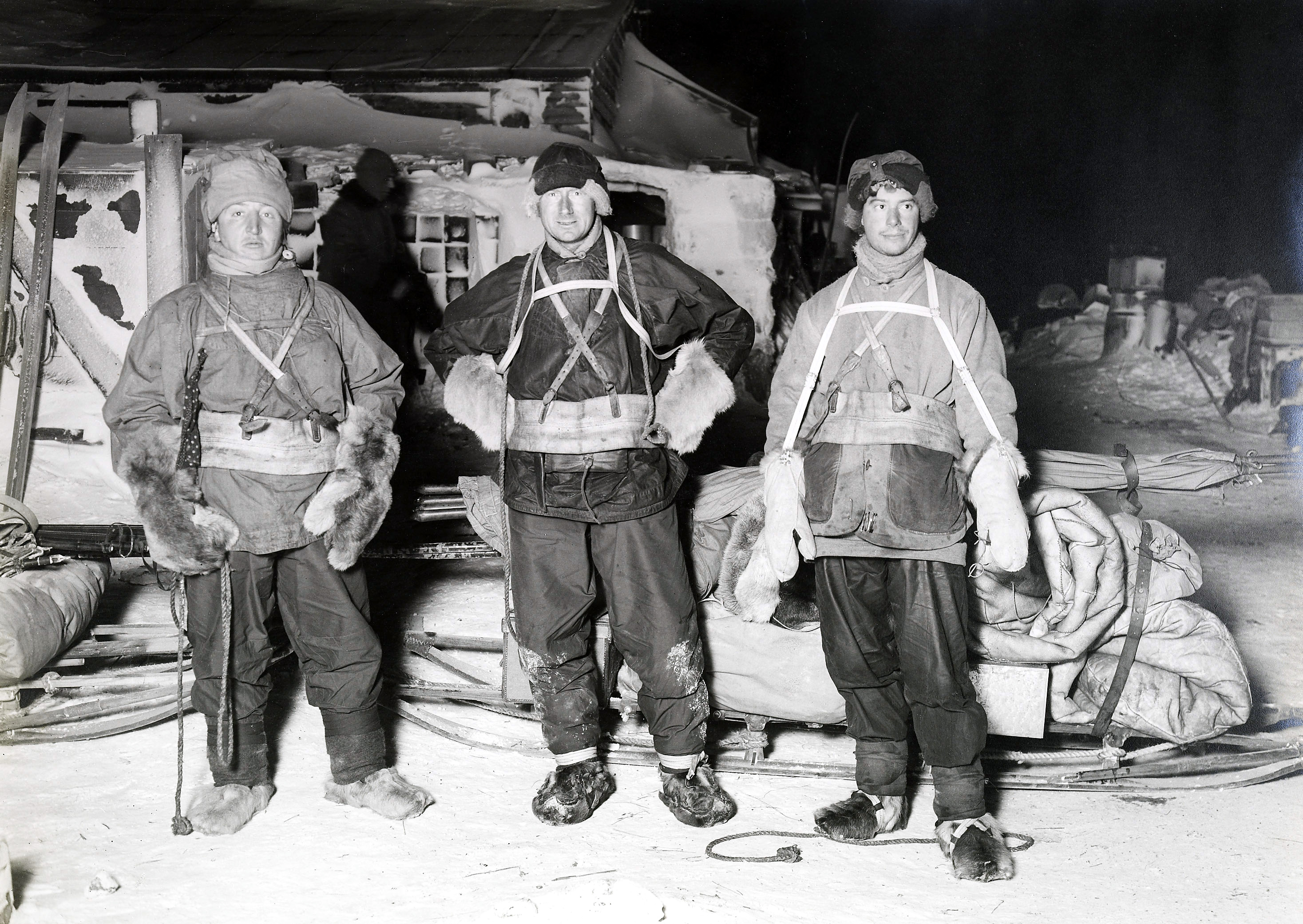
De gauche à droite : Henry Bowers, Edward Wilson et Apsley Cherry-Garrard au début de la marche hivernale vers le cap Crozier le 27 juin 1911.

Le 27 juin 1911, Apsley Cherry-Garrard, Henry Bowers et Edward Wilson entreprennent une marche vers une colonie de manchots empereurs située au cap Crozier. L'hiver antarctique correspond à la période de reproduction de ceux-ci et l'idée est de récolter des œufs incubés. Les embryons contenus dans les œufs doivent servir de matériel d'étude pour reproduire la théorie de la récapitulation établie par Ernst Haeckel, mais largement réfutée depuis, selon laquelle l'embryogenèse est une répétition abrégée de la phylogenèse d'un organisme. Le manchot empereur est alors considéré comme un oiseau particulièrement primitif, dont le développement embryonnaire doit donner une indication sur le chaînon manquant dans l'évolution des oiseaux et des reptiles.
Les trois hommes doivent tirer eux-mêmes leurs deux traîneaux de transport, d'un poids total d'environ 400 kg, dans une obscurité quasi permanente et par des températures allant jusqu'à −60,8 °C, pour parcourir la distance d'environ 97 km entre le refuge de l'expédition au cap Evans et l'extrémité est de l'île de Ross. Avec leurs vêtements gelés, ils avancent parfois de moins de 3 km par jour. Cherry-Garrard note : « Si nous étions vêtus de plomb, nous pourrions mieux bouger nos bras, notre cou et notre tête qu'aujourd'hui ». De plus, le poids élevé des traîneaux les oblige à faire des étapes cycliques juste après avoir atteint la calotte glaciaire de Ross le 28 juin. Après avoir transporté une partie de leur équipement sur une certaine distance, ils font demi-tour pour aller chercher l'autre partie. À l'aller, ils expérimentent leur régime alimentaire à la demande de Robert Scott, en prévision de la marche imminente vers le pôle Sud. Alors qu'Edward Wilson et Henry Bowers ont une alimentation riche en graisses et en protéines, Cherry-Garrard consomme surtout des aliments riches en glucides sous forme de biscuits, ce qui lui donne une sensation de faim persistante et des brûlures d'estomac. Selon les notes d'Edward Wilson, il souffre également de gelures aux mains, aux pieds et au visage, davantage que ses compagnons. Après avoir d'abord progressé vers l'est à une certaine distance de la côte sud-ouest de l'île Ross, les trois hommes atteignent le 9 juillet, dans un épais brouillard, la pointe dite Terror Point (77° 41′ S, 168° 13′ E), un contrefort du mont Terror proche de la côte et situé à environ 32 km de leur objectif. Pendant trois jours, ils y sont retardés par une tempête. Les températures montent ensuite jusqu'à −13 °C. Les patins des traîneaux de transport glissent ainsi mieux et les hommes progressent parfois de plus de 12 km par jour.

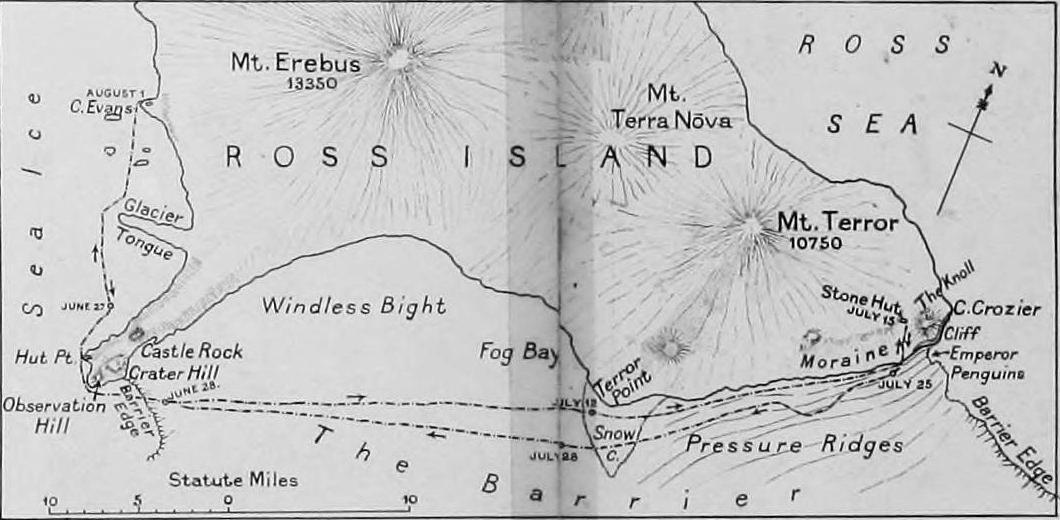
Carte de la marche hivernale vers le Cap Crozier.

Enfin, le 15 juillet, le groupe de trois compagnons aperçoivent le Knoll, un volcan caractéristique des flancs du mont Terror, dont le flanc escarpé forme le cap Crozier. Pour y parvenir, ils contournent d'abord le cap MacKay (77° 42′ S, 168° 31′ E), puis traversent une zone de crêtes glaciaires très déchiquetées. Après une ascension d'environ 250 mètres sur les contreforts du Knoll, ils passent trois jours à construire un abri de fortune (77° 31′ S, 169° 22′ E) avec des blocs de roche, de la neige et une toile de lin en guise de toit. Impressionné par le décor qui les entoure, Cherry-Garrard écrit : « Derrière nous, Mount Terror, sur lequel nous nous tenions, et surtout, la barrière grise et infinie [la banquise de Ross] semblait vous envoûter par son immensité froide, diffuse [et] pesante, incubatrice de vent, de déferlement et d'obscurité ».
Le 18 juillet, les trois hommes s'approchent à portée de voix de la colonie de manchots empereurs après une descente laborieuse vers le bord de la glace, mais ils doivent rebrousser chemin après s'être retrouvés dans une impasse dans l'enchevêtrement des failles glaciaires du cap. Le lendemain, ils réussissent à atteindre une falaise sur laquelle une centaine d'oiseaux nichent, en empruntant un chemin plus escarpé et en rampant dans un tunnel de glace naturel. Cherry-Garrard note avec exubérance : « [...] nous avions à portée de main un matériel qui pouvait s'avérer d'une importance extrême pour la science ; nous transformions les théories en faits à chaque observation que nous faisions [...] ». Ils tuent et dépècent trois des animaux pour obtenir de l'huile et collectent cinq œufs qu'ils transportent dans leurs gants de fourrure attachés par des rubans autour du cou. Sur le chemin du retour vers le campement, qu'ils ont eu le plus grand mal à trouver dans l'obscurité, Cherry-Garrard casse deux des œufs; les trois exemplaires restants sont conservés dans de l'alcool pour le transport de retour.

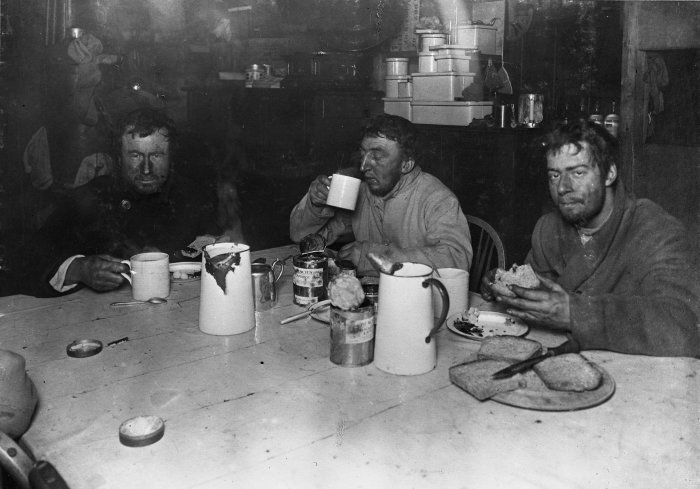
Edward Wilson, Henry Bowers et Apsley Cherry-Garrard (de gauche à droite) dans la cabane du cap Evans le 1 août 1911 après leur retour du cap Crozier.

Les jours qui suivent leur séjour au cap Crozier sont marqués par des revers. En faisant bouillir les peaux de manchots dans leur abri, Edward Wilson est blessé à l'œil par des éclaboussures d'eau chaude. De plus, une nouvelle tempête éclate. Le 22 juillet au matin, les hommes constatent que la tempête a arraché la tente installée à côté de l'abri, ce qui met sérieusement en péril leur retour en toute sécurité au cap Evans. Cherry-Garrard note : « Sans tente, nous étions des hommes morts ». Le 23 juillet à midi, jour de l'anniversaire d'Edward Wilson, la tempête déchire la toile qui sert de toit à leur cabane, obligeant les hommes à passer une journée dans leurs sacs de couchage, de plus en plus ensevelis sous la neige et sans possibilité de se nourrir. Le 24 juillet, lorsque la tempête se calme et qu'ils descendent de la colline, ils trouvent la tente légèrement endommagée qui s'est accrochée à un bloc de roche. Les réserves de combustible s'amenuisant, un four défectueux et leur abri abîmé par la tempête ne leur permettent pas de poursuivre leur excursion vers la colonie de manchots.
Cherry-Garrard, Wilson et Bowers laissent derrière eux l'un des deux traîneaux de transport et l'équipement superflu et entament le 25 juillet leur retour vers le camp de base du cap Evans. Fatigués, luttant contre un vent violent et risquant constamment de tomber dans une crevasse dans l'obscurité, ils progressent d'abord lentement. Cherry-Garrard écrit à ce sujet : « Je ne peux pas exprimer par des mots à quel point [...] nous étions impuissants à nous aider nous-mêmes et comment nous nous sommes sortis de toute une série d'expériences très terribles ». Ils parcourent des distances beaucoup plus longues après être revenus le 28 juillet dans le sillage de l'île de Ross, à la hauteur de Terror Point. Cette protection contre le vent entraîne une baisse des températures. Selon les notes de Cherry-Garrard, la température la plus basse sur le chemin du retour est de −54,4 °C. Ses dents sont gelées et commencent à se fissurer. Le 31 juillet, les trois hommes arrivent à la cabane de Hut Point, mais elle n'est alors occupée par aucun des autres membres de l'expédition. Après un repos de plusieurs heures dans la tente qu'ils installent dans l'abri peu accueillant, ils partent le 1er août au matin pour leur étape finale vers le camp de base du cap Evans, qu'ils atteignent tard dans la soirée du même jour, après un total de 36 jours de voyage. Après les avoir aperçus, Robert Scott note dans son journal : « Ils avaient l'air plus usés par le temps que tous ceux que j'ai vus jusqu'à présent. Leurs visages étaient marqués de cicatrices et de rides, leurs yeux ternes, leurs mains blanchies et ridées par l'exposition constante à l'humidité et au froid [...] ». « Il est évident qu'il [Apsley Cherry-Garrard] a le plus souffert, mais Wilson me dit que son courage n'a pas vacillé un seul instant ».

### Marche vers le pôle Sud
Atteindre pour la première fois le pôle Sud géographique est l'objectif principal de l'expédition Terra Nova. Robert Scott et quatre autres membres de l'expédition y sont certes arrivés le 18 janvier 1912, mais environ cinq semaines plus tard que Roald Amundsen et son équipage. Sur le chemin du retour vers le camp de base, Scott et ses compagnons meurent de malnutrition, de maladie et d'hypothermie.

#### Préparation

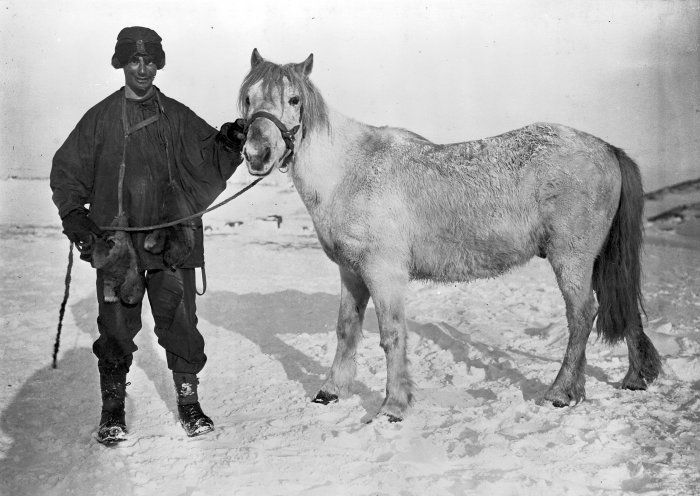
Apsley Cherry-Garrard avec le poney Michael avant le départ de la marche vers le pôle Sud le 1 novembre 1911.

Le 10 août 1911, Robert Scott charge certains membres de l'expédition de s'occuper chacun d'un des dix poneys restants. Apsley Cherry-Garrard est chargé d'entraîner le hongre Michael pour la marche prochaine vers le pôle Sud. Avec Edward Wilson, Lawrence Oates, et Tom Crean, il entreprend le 6 octobre un dernier test d'endurance au cours duquel les quatre poneys des hommes doivent tirer de lourdes charges sur des traîneaux de transport, du cap Evans à la péninsule de Hut Point.

#### Aller
Dès le 24 octobre, Edward Evans, William Lashly, Bernard Day et Frederick Hooper font route vers le sud avec les deux traineaux. Le 1er novembre 1911, douze membres de l'expédition, dont Cherry-Garrard et Scott, se lancent avec dix poneys et deux attelages de chiens pour la marche vers le pôle Sud. Le 4 novembre, Cherry-Garrard, Scott et Wilson tombent sur le premier traineau abandonné à environ 26 km au sud de la péninsule de Hut Point et, le lendemain, sur le deuxième, non loin du Corner Camp. Après l'arrivée de l'équipe au One Ton Depot le 15 novembre, Robert Scott décide, au vu de l'épuisement de deux poneys, d'utiliser au maximum tous les chevaux comme animaux de trait, jusqu'à ce qu'ils atteignent le glacier Beardmore et de les tuer en cours de route si nécessaire pour approvisionner les attelages de chiens. Cherry-Garrard accueille cette décision avec soulagement : « [...] la tentative [d'emmener les chevaux sur le glacier] aurait été un suicide pur et simple ». Le 21 novembre, ils rattrapent le groupe de quatre personnes par 80° 32′ S. Trois jours plus tard, le premier poney est abattu. Le lendemain matin, Bernard Day et Frederick Hooper, du premier groupe de soutien, prennent le chemin du retour vers le camp de base. Les hommes qui continent à avancer vers le sud établissent le 1er décembre le dernier dépôt sur le plateau continental de Ross à 82° 47′ S, après que trois autres poneys ont été tués. Pour Edward Evans et William Lashly en particulier, qui doivent tirer eux-mêmes l'équipement et les provisions depuis la perte des traîneaux, la viande de cheval comme nourriture est, selon le récit de Cherry-Garrard, « comme une délivrance ». Le 4 décembre, le poney Michael est également sacrifié pour nourrir les chiens et par manque de nourriture pour les chevaux. Cela se passe dans un camp situé à l'embouchure du glacier Beardmore dans la calotte glaciaire de Ross. Après qu'une tempête a retenu les hommes dans ce camp pendant quatre jours, Cherry-Garrard tire lui-même l'un des traîneaux de transport avec Henry Bowers lors de l'étape suivante.

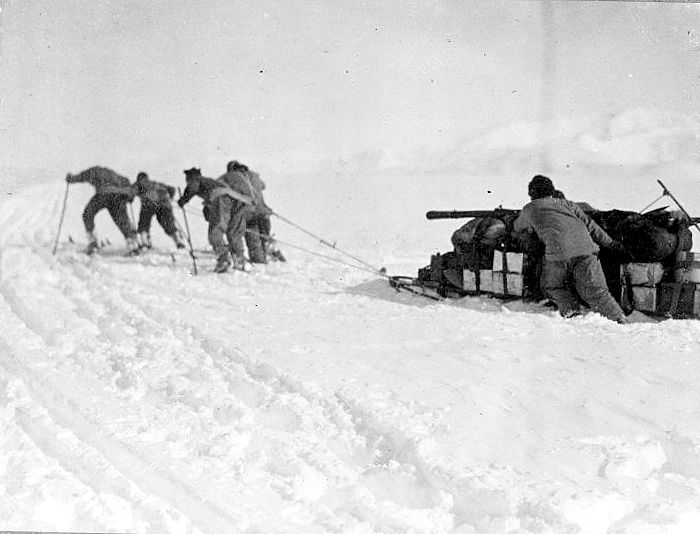
Apsley Cherry-Garrard (à gauche) tirant un traîneau de transport en décembre 1911.

Après avoir atteint le glacier Beardmore le 9 décembre, les cinq poneys restants sont abattus sur un site que Robert Scott nomme Shambles Camp (en français : « camp de l'abattoir »). Au vu des performances des attelages de chiens, Cecil Meares et Dmitri Girew (de) repartent avec le 11 décembre et Cherry-Garrard conclut : « Il semble qu'Amundsen ait choisi le bon moyen de transport ». Lors de l'ascension suivante du glacier Beardmore vers le plateau Antarctique, il n'y a plus d'animaux de trait disponibles, de sorte que les hommes, répartis en trois groupes de quatre, doivent tirer eux-mêmes un traîneau de transport pesant jusqu'à 400 kg. Le groupe de Cherry-Garrard comprend Tom Crean, Henry Bowers et Patrick Keohane (en). La progression est rendue difficile par la neige profonde et les crevasses imprévisibles. Cherry-Garrard et de nombreux autres hommes souffrent en outre de cécité des neiges. Par moments, ils ne progressent que par étapes cycliques en raison du poids élevé des traîneaux, comme au début de la marche hivernale vers le cap Crozier. Le 17 décembre, après une ascension d'environ 1 100 m, ils atteignent le Cloudmaker (84° 17′ S, 169° 25′ E), une montagne marquante sur le bord ouest du glacier Beardmore. Ils ont ainsi parcouru environ la moitié de la distance entre la calotte glaciaire de Ross et le plateau polaire. Les distances parcourues quotidiennement, initialement d'un peu plus de 3 km, atteignent désormais 29 km.
Robert Scott n'a jusqu'alors pas indiqué lesquels de ses onze compagnons restants doivent l'accompagner au pôle. Le 20 décembre, après avoir atteint l'île Buckley en haut du glacier Beardmore, Cherry-Garrard apprend qu'il n'en fait pas partie : « Cette soirée a été un sacré choc. [...] Bien sûr, je savais ce qu'il [Scott] allait me dire, mais j'avais du mal à réaliser que je devais rentrer à la fin de la journée suivante ». Il partage ce sort avec Edward Atkinson, Patrick Keohane et Charles Wright.
Les chemins de l'équipe revenant vers le nord avec Apsley Cherry-Garrard et des deux groupes progressant plus au sud se séparent après que les hommes ont parcouru 18 km supplémentaires jusqu'à une latitude de 85° 7′ S au soir du 21 décembre, le parcours étant difficile en raison des crêtes glaciaires très crevassées. Le 3 janvier 1912, les deux derniers groupes de quatre atteignent une latitude de 87° 32′ S sur le plateau polaire. C'est là que Robert Scott annonce sa décision d'achever la marche vers le pôle Sud à cinq au lieu de quatre, en compagnie d'Edward Wilson, Lawrence Oates, Henry Bowers et Edgar Evans, tandis que Tom Crean, William Lashly et Edward Evans doivent abandonner leurs espoirs et faire demi-tour vers le cap Evans.

#### Retour

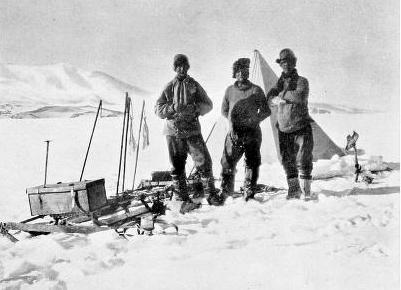
Apsley Cherry-Garrard, et Edward Atkinson (de gauche à droite) sur le chemin du retour du glacier Beardmore, au camp de base, en décembre 1911 (photographié par Charles Wright).

Le matin du 22 décembre 1911, Apsley Cherry-Garrard et ses trois compagnons entament le chemin de retour vers le camp de base, long d'environ 940 km. À la hauteur du Cloudmaker, Edward Atkinson et Patrick Keohane survivent de justesse à plusieurs chutes graves dans des crevasses. À partir du plateau de Ross, les hommes s'orientent en suivant les traces des attelages de chiens. Grâce aux messages laissés par Cecil Meares et Dmitri Girew dans les différents dépôts sur le plateau, ils apprennent que les attelages ont progressé lentement en raison du mauvais temps. Comme Robert Scott a fait utiliser les chiens comme animaux de trait jusqu'à une latitude de 83° 35′ S à l'aller, à cause des poneys plus lents, soit une latitude plus importante que prévu initialement (81° 15′ S), le trajet de retour plus long oblige Cecil Meares et Dmitri Girew à se servir dans les rations de nourriture prévues pour les groupes de retour ultérieurs. Cela oblige de nouveau Cherry-Garrard et ses compagnons à réduire leurs propres rations quotidiennes jusqu'à ce qu'ils atteignent le One Ton Depot, affamés et épuisés, le 15 janvier 1912. Ce dépôt a entre-temps été complété par une marche de ravitaillement commune de Bernard Day, Frederick Hooper et de Thomas Clissold (en) et Edward Nelson (en), qui ne participaient pas à la marche vers le pôle Sud. Apsley Cherry-Garrard, Edward Atkinson, Patrick Keohane et Charles Wright souffrent ensuite de nausées persistantes dues à une alimentation trop hâtive. Ils arrivent néanmoins sans autre incident au refuge de Hut Point le 26 janvier. C'est là que les hommes apprennent que les premiers hommes à revenir de la marche vers le pôle Sud (Bernard Day et Frederick Hooper) sont arrivés au cap Evans le 21 décembre 1911.
William Lashly, Tom Crean et Edward Evans sont les derniers des groupes de soutien à revenir et établissent leur dernier campement le 17 février 1912, à environ 50 km au sud de Hut Point. L'état de santé d'Edward Evans s'est dangereusement dégradé à la suite du scorbut survenu le 27 janvier. William Lashly reste au camp avec Edward Evans, tandis que Tom Crean se précipite seul à Hut Point pour chercher de l'aide, au cours d'une marche forcée de deux jours. Edward Atkinson et Dmitri Girew partent le 20 février avec les attelages de chiens et reviennent à Hut Point deux jours plus tard avec William Lashly et Edward Evans.

### Approvisionnement deOne Ton Depot

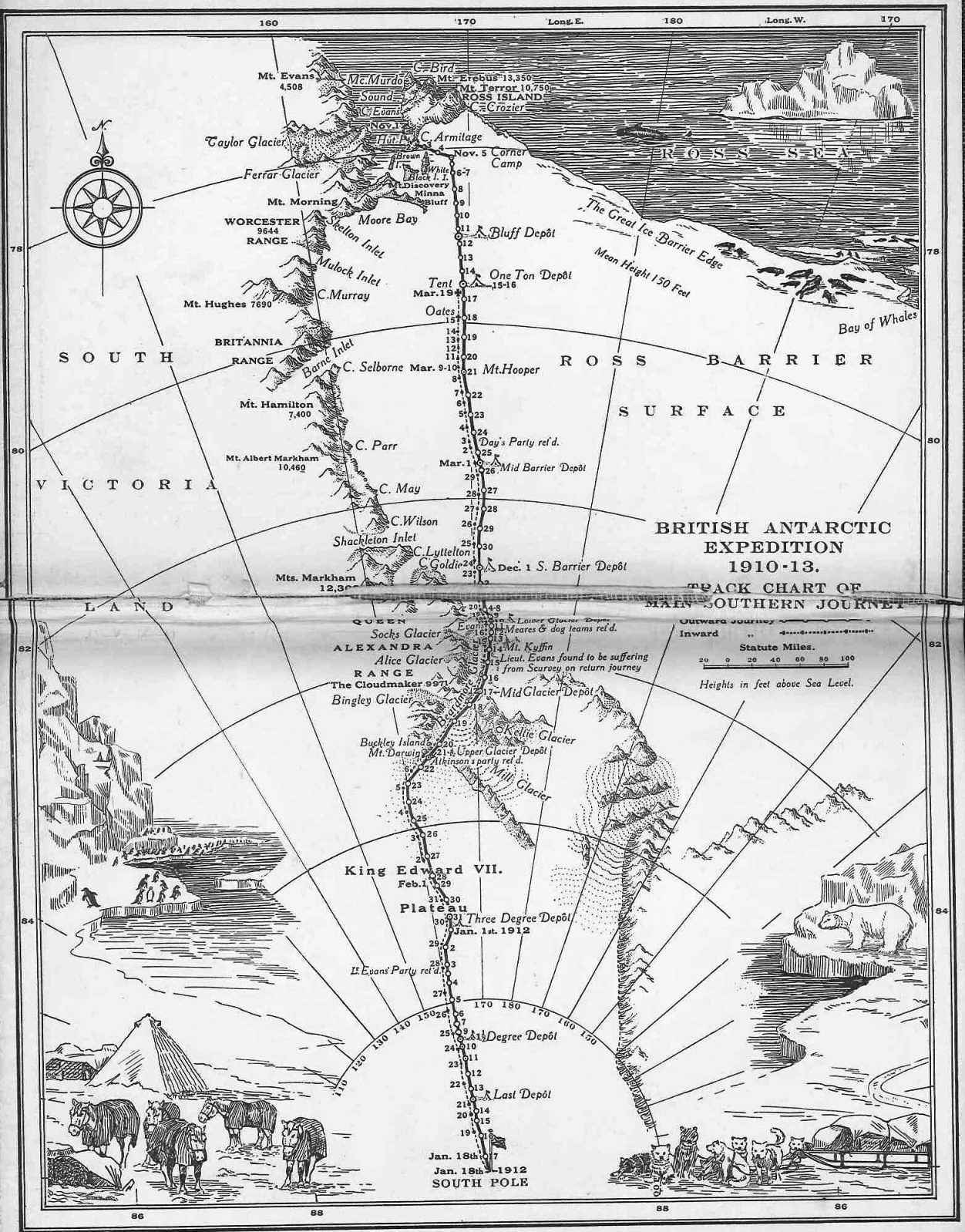
Carte de la marche vers le pôle Sud et des dépôts créés à cet effet.

Les attelages de chiens avec Cecil Meares et Dmitri Girew rentrent de la marche vers le pôle Sud le 4 janvier 1912 pour rejoindre la péninsule de Hut Point. Au camp de base, les membres de l'expédition ne sont pas sûrs des intentions de Robert Scott concernant la poursuite de l'utilisation des chiens. Il n'est pas clair si les chiens doivent être préservés pour des explorations scientifiques ultérieures ou s'ils doivent être utilisés pour aider le groupe du pôle Sud qui rentre au pays, comme Scott l'a écrit en octobre 1911. En revanche, il est certain qu'il n'y a pas assez de nourriture pour les chiens au One Ton Depot et que les retards dus au retour tardif des attelages de chiens, à la récupération d'Edward Evans, au déchargement de Terra Nova de retour à l'île de Ross et à des jours de mauvais temps ne laissent pas le temps de mettre en œuvre l'ordre de Scott de rencontrer le groupe de retour avec l'aide des chiens « vers le 1er mars [1912] à une latitude [sud] de 82° ou 82° 30′ ».
L'état de santé critique d'Evans nécessite le maintien d'Edward Atkinson au camp de base, celui-ci étant le seul médecin disponible. Comme Cecil Meares, « rappelé pour affaires familiales », se prépare à rentrer chez lui à bord du Terra Nova et que Charles Wright, qui s'est proposé comme remplaçant, doit poursuivre les travaux du météorologue George Simpson, lui aussi en partance, c'est finalement à Cherry-Garrard que revint la tâche de partir à la rencontre des hommes revenant du pôle Sud, en compagnie de Dmitri Girew et des attelages de chiens. De son propre aveu, Cherry-Garrard manque d'expérience dans le maniement des chiens. De plus, ses connaissances en matière de navigation sont très limitées.
Cherry-Garrard et Girew tri partent vers le sud le 25 février 1912. Atkinson ordonne de se rendre le plus rapidement possible au One Ton Depot avec des provisions pour les deux hommes, pour les chiens et pour le groupe du pôle Sud. Si le groupe du pôle Sud n'y est pas encore arrivé, Cherry-Garrard doit décider lui-même de la marche à suivre. Mais dans tous les cas, le retour du groupe du pôle Sud ne dépend pas des attelages de chiens ; de plus, Scott a expressément ordonné de ne pas mettre les chiens en danger,. Les deux hommes arrivent au dépôt le 4 mars, sans avoir rencontré le groupe du pôle Sud en chemin. Après avoir réapprovisionné le dépôt en nourriture, ils y attendent en vain Scott et ses compagnons jusqu'au 10 mars. En raison du stock insuffisant de nourriture pour chiens et du mauvais temps, Cherry-Garrard décide de ne pas continuer vers le sud, mais de revenir au camp de base. De plus, le froid provoque des problèmes de santé chez Girew. Cherry-Garrard pense que le groupe du pôle Sud est suffisamment approvisionné en nourriture. Ce qu'il ne sait pas, c'est qu'à ce moment-là, Robert Scott, Edward Wilson, Henry Bowers et Lawrence Oates luttent pour leur survie à environ 130 km plus au sud, après qu'Edgar Evans est déjà mort le 17 février au pied du glacier Beardmore, probablement d'une lésion cérébrale à la suite de plusieurs chutes dans des crevasses. Le 16 mars, Cherry-Garrard et Girew arrivent à Hut Point. Selon Edward Atkinson, Cherry-Garrard souffre d'un effondrement physique et mental après son arrivée. Atkinson et Keohane ne réussissent ensuite, sans les attelages de chiens épuisés, qu'à entreprendre une marche de ravitaillement vers le Corner Camp jusqu'au 30 mars, avant que le mauvais temps et la baisse des températures ne les obligent eux aussi à faire demi-tour. Après le retour des deux hommes le 1er avril, Cherry-Garrard note : « Nous devons maintenant nous y résoudre. Le groupe polaire ne reviendra très probablement jamais. Et il n'y a rien que nous puissions faire de plus. ».

### Recherche du groupe perdu du pôle Sud

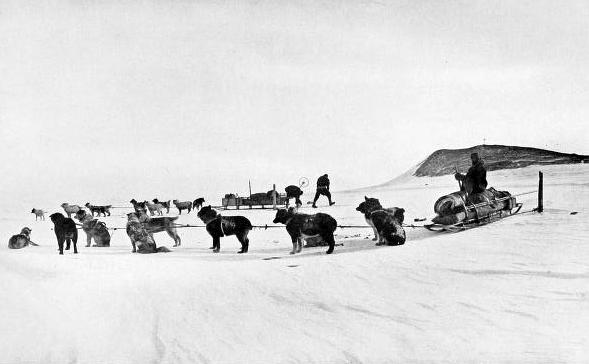
Apsley Cherry-Garrard, Edward Atkinson et Dmitri Girew (attribution inconnue) partent de Hut Point avec deux équipes de traîneaux à chiens pour rechercher le groupe du pôle Sud le 1 novembre 1912.

Le 4 mars 1912, neuf membres de l'expédition entament leur voyage de retour à bord du Terra Nova. En contrepartie, le nouveau cuisinier Walter Archer et le marin Thomas Williamson arrivent au cap Evans. Il reste donc, Apsley Cherry-Garrard compris, treize membres de l'expédition sous la direction d'Edward Atkinson pour occuper le camp de base en Antarctique pendant une année supplémentaire.
Pendant les mois d'hiver, l'équipe poursuit son programme scientifique. Elle s'occupe également des chiens de traîneau et des mules nouvellement arrivées. Cherry-Garrard reprend son travail de rédaction au South Polar Times et catalogue les spécimens ornithologiques et autres spécimens zoologiques qu'il a collectés. Les hommes sont confrontés à la tâche ingrate de décider si, au cours de l'été à venir, ils doivent élucider le sort du groupe disparu du pôle Sud ou rechercher un groupe de six personnes dirigé par Victor Campbell, dit groupe du Nord, qui a disparu dans le nord de la Terre Victoria. Cherry-Garrard écrit : « Il est impossible de décrire et d'imaginer à quel point il a été difficile de prendre cette décision. ». À sa grande surprise, tous les membres de l'expédition votent pour la poursuite de la marche vers le sud, avec une seule abstention. Leurs efforts subissent un sérieux revers pendant l'hiver, lorsque de nombreux chiens de traîneau meurent de la dirofilariose.

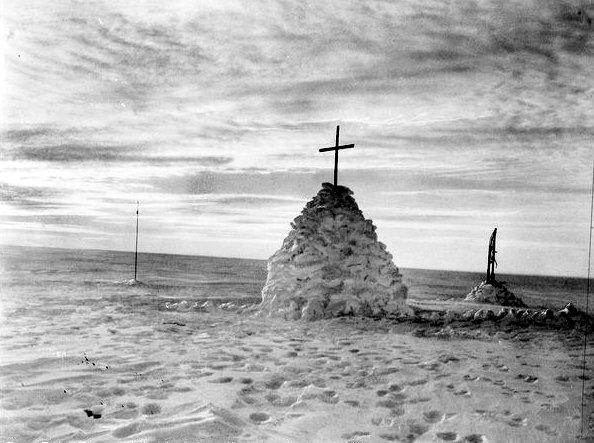
La tombe de Robert Scott, Edward Wilson et Henry Bowers sur la plate-forme de glace de Ross à 79° 50′ S.

Les recherches de Robert Scott et de ses quatre compagnons commencent le 29 octobre 1912. Un groupe de huit personnes, dirigé par Charles Wright, part ce jour-là du cap Evans avec les sept mules. Le 1er novembre, Apsley Cherry-Garrard, Edward Atkinson et Dmitri Girew suivent depuis Hut Point, avec deux attelages de chiens affaiblis. Le 11 novembre, les deux groupes atteignent le One Ton Depot. Les mules se révèlent nettement plus robustes que les poneys utilisés l'année précédente. Le lendemain, après avoir parcouru environ 21 km vers le sud, l'équipe rencontre le dernier camp du groupe du pôle Sud. Cherry-Garrard note : « Nous les avons trouvés. Dire que la journée a été épouvantable ne suffit pas - les mots ne suffisent pas. ». Les corps de Robert Scott, Edward Wilson et Henry Bowers gisent dans la tente. Les notes du journal de Scott indiquent que le groupe a atteint le pôle Sud le 18 janvier 1912, mais un mois plus tard que Roald Amundsen et ses quatre compagnons. L'équipe de recherche apprend également la mort d'Edgar Evans et que Lawrence Oates a volontairement mis fin à ses jours le 17 mars, à environ 42 km au sud du dernier campement, après avoir quitté la tente dans un blizzard en raison de graves engelures. Après la mort de Lawrence Oates, les trois hommes restants du groupe du pôle Sud, épuisés et malades, se sont traînés vers le nord pendant deux jours supplémentaires, mais une tempête de neige persistante les a empêchés de continuer à progresser vers le salvateur One Ton Depot. Les notes de Robert Scott se terminent le 29 mars par un appel pressant à s'occuper des proches des morts.
Les trois hommes morts sont recouverts de la toile de tente extérieure et un haut monticule de neige est créé au-dessus d'eux, flanqué de deux traîneaux de transport redressés et au sommet duquel se trouve une croix en bois fabriquée avec des planches de ski,. L'équipe de recherche récupère les notes du journal, le journal de bord météorologique, quelques lettres, le matériel photographique et environ 15 kg d'échantillons de roche provenant du groupe du pôle Sud. Lors de la recherche du corps de Lawrence Oates qui suit, l'équipe ne trouve que son sac de couchage avec un théodolite à l'intérieur, une botte Finnesko et des chaussettes. Le 15 novembre est érigé un autre monticule de neige à l'endroit approximatif où Lawrence Oates a quitté la tente, qui est également marqué d'une croix et dans lequel Cherry-Garrard et Atkinson signent un mémorial. Lorsque les participants à l'équipe de recherche reviennent à Hut Point le 25 novembre, ils trouvent la note de Victor Campbell annonçant le retour en toute sécurité du groupe Nord au camp de base. À cette occasion, Cherry-Garrard note : « Quel soulagement et combien les choses semblent désormais différentes ! ».

### Retour en Angleterre et bilan
Le Terra Nova arrive au cap Evans le 18 janvier 1913 pour accueillir les membres de l'expédition. Entre le 20 et le 22 janvier, jour du départ, une équipe de huit personnes érige une croix commémorative en bois, fabriquée par le charpentier de marine, au sommet de l'Observation Hill à Hut Point, et sur laquelle sont gravés les noms des cinq morts du groupe du pôle Sud et, sur proposition de Cherry-Garrard, une citation du poème Ulysse d'Alfred Tennyson : « S'efforcer, chercher, trouver et ne pas abandonner ». Après l'arrivée du navire à Oamaru, en Nouvelle-Zélande, le 10 février, la nouvelle de la mort de Robert Scott et de ses quatre compagnons fait le tour du monde. Dans la foulée, une discussion s'engage immédiatement pour savoir si Apsley Cherry-Garrard et son compagnon Dmitri Girew sont responsables de la perte du groupe du pôle Sud, pour non-assistance à personne en danger. Les autres membres survivants de l'expédition s'opposent fermement à cette accusation dans un télégramme envoyé de Nouvelle-Zélande au Daily Mail.
Quelque temps après que Cherry-Garrard est revenu de Nouvelle-Zélande à Cardiff avec le Terra Nova, il apprend le 14 juin 1913 le sort de George P. Abbott (en), un membre du groupe Nord entre-temps disparu, qui a dû suivre un traitement psychiatrique au retour de l'expédition. George Abbott risque de perdre ses droits à la retraite dans la Royal Navy à cause de sa maladie. Cherry-Garrard évite cela en intervenant personnellement auprès de l'amirauté britannique. Il prend également contact avec les proches des participants décédés pendant l'expédition, notamment la mère d'Henry Bowers et celle de Lawrence Oates ainsi que la femme de Robert Scott, Kathleen. Oriana Wilson, la femme de son ami décédé Edward Wilson, reste en contact amical avec lui jusqu'à sa mort en 1945.

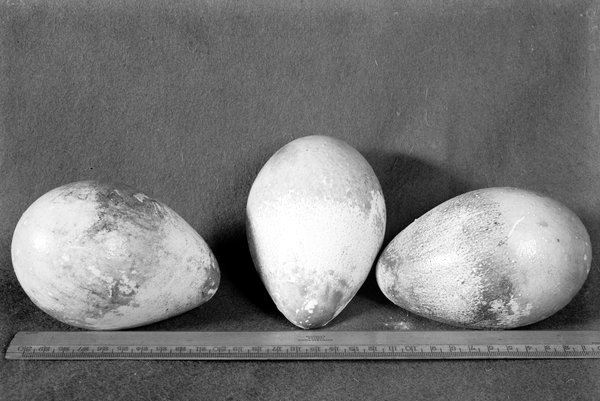
Les trois œufs de manchot empereur collectés par Apsley Cherry-Garrard, Edward Wilson et Henry Bowers pendant la marche hivernale.

À la fin de l'été 1913, il livre au musée d'histoire naturelle de Londres les trois œufs de manchots empereurs qu'il a collectés au cap Crozier. L'administrateur de la collection biologique se montre réticent à son égard, n'acceptant les œufs qu'à contrecœur et le faisant attendre des heures avant de lui remettre un reçu. Lorsque Cherry-Garrard se rend quelque temps plus tard au musée en compagnie de la sœur de Robert Scott, Grace, et qu'on ne peut leur donner aucune information sur l'endroit où se trouvent les œufs, Grace Scott menace, après l'expiration d'un ultimatum de 24 heures, de rendre l'affaire publique dans tout le pays et de faire ainsi éclater un scandale. Une recherche hâtive des responsables du musée révèle que les œufs ont été transmis par des voies détournées au zoologiste écossais James Cossar Ewart de l'université d'Édimbourg. Lors de ses examens microscopiques des embryons contenus dans les œufs, ce dernier ne peut constater d'homologie dans le développement embryonnaire du plumage des oiseaux et de la carapace écailleuse des reptiles, ce qui fait échouer la preuve espérée d'un ancêtre commun dans l'évolution des deux classes d'animaux. Ce n'est qu'en 1934 que le zoologiste Charles Wynford Parsons (de), travaillant à l'université de Glasgow, publie les résultats des travaux de James Cossar Ewart, en commentant que les œufs de manchot empereur apportés par Apsley Cherry-Garrard « n'ont pas beaucoup contribué à la compréhension de l'embryologie des manchots. ».

## Expédition en Chine
En février 1914, Apsley Cherry-Garrard part avec Edward Atkinson pour une expédition médicale dans l'est de la Chine, sous la direction du parasitologue Robert Leiper de la London School of Tropical Medicine,. L'objectif est d'étudier les voies d'infection de la forme asiatique de la bilharziose, causée par le parasite Schistosoma japonicum et qui frappe de nombreux marins de la marine marchande britannique dans les eaux chinoises. Cherry-Garrard, Atkinson et Leiper louent une péniche qu'ils transforment en laboratoire flottant et avec laquelle ils parcourent le Yangtsé le long des routes commerciales du thé et de la soie. La recherche d'un patient bilharziose approprié et disposé à collecter des œufs de schistosomes s'avère infructueuse, ce qui provoque des querelles entre Edward Atkinson et Robert Leiper. Cherry-Garrard part plus tôt que prévu. Il retourne en train en passant par Harbin et après avoir traversé la Sibérie et la Russie centrale, il revient en Angleterre où il arrive le 10 mai 1914.

## Première Guerre mondiale et fin de vie

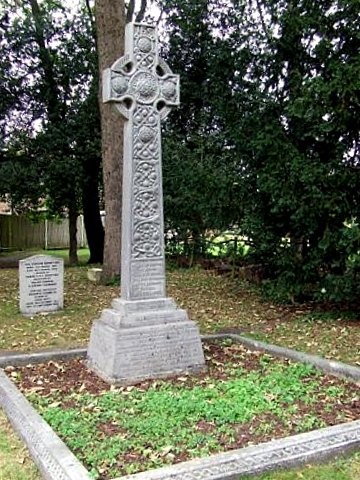
Tombe d'Apsley Cherry-Garrard dans le St. Helen's Churchyard, Wheathampstead.

Au début de la Première Guerre mondiale, Cherry-Garrard s'engage comme volontaire. Après une brève formation à la garnison d'Aldershot, il reçoit le 9 novembre 1914, avec le grade de lieutenant commander, le commandement d'une compagnie de véhicules blindés du Royal Naval Air Service pour soutenir les troupes qui se battent dans les Flandres. Son unité n'a probablement jamais été directement impliquée dans les combats et est rapatriée en Angleterre après la deuxième bataille d'Ypres en mai 1915.
Au printemps 1916, il contracte une colite ulcéreuse et est réformé du service militaire en tant qu'invalide. La maladie s'accompagne d'une grave dépression dont la cause, selon les connaissances actuelles, est un état de stress post-traumatique à la suite des événements tragiques survenus lors de l'expédition Terra Nova. Ses problèmes de santé le clouent au lit pendant plusieurs années, au cours desquelles il est constamment tourmenté par l'idée d'être responsable du décès du groupe du pôle Sud, et plus particulièrement de la mort de ses amis proches Edward Wilson et Henry Bowers. L'écriture des expériences vécues pendant l'expédition dans le livre Le Pire Voyage au monde (The Worst Journey in the World), paru en 1922 et dont le titre lui a été inspiré par son ami et voisin George Bernard Shaw, sert également à traiter le traumatisme subi sur le plan psychothérapeutique. La préface du livre contient une évaluation par Cherry-Garrard des principaux protagonistes de l'âge héroïque de l'exploration en Antarctique, et qui est citée dans de nombreux livres ultérieurs sur cette époque :

« Pour une organisation scientifique et géographique commune, donnez-moi Scott, [...] pour une virée au pôle et rien d'autre Amundsen, et si je suis dans un trou d'enfer et que je veux en sortir, donnez-moi quand vous voulez Shackleton. »

Grâce à l'attention du public après la publication de son livre, il se lie d'amitié avec les écrivains H. G. Wells et Arnold Bennett, l'alpiniste George Mallory et T. E. Lawrence, qui a acquis une renommée mondiale sous le nom de « Lawrence d'Arabie » et dont il esquisse la biographie à l'occasion de sa mort.
Dès 1917, malgré ses problèmes de santé récurrents, il lance, avec l'explorateur polaire australien Douglas Mawson et d'autres personnalités, une campagne visant à mettre fin à l'abattage des Gorfous de Schlegel, alors menacés d'extinction, pour la production de viande sur l'île Macquarie. Ses appels de protestation dans les journaux, dont le London Times, conduisent finalement, en décembre 1919, le gouvernement de l'État australien compétent, à savoir la Tasmanie, à décréter dans un premier temps un moratoire illimité pour la protection des animaux et à déclarer définitivement l'île Macquarie comme réserve naturelle en 1933.
Au cours des années 1920, sa santé semble s'être complètement rétablie, mais sa dépression finit par refaire surface. Il abandonne la chasse au renard, qu'il pratiquait auparavant avec passion, et cherche dans les années qui suivent à se distraire en collectionnant les premières éditions littéraires et en faisant des croisières en Méditerranée. Le 6 septembre 1939, il épouse Angela Katherine Turner, de trente ans sa cadette, qu'il a rencontrée lors d'un voyage en bateau en Norvège. Le mariage, qui dure jusqu'à sa mort, n'amène pas d'enfants. Après la fin de la Seconde Guerre mondiale, sa santé fragile et les exigences financières des autorités fiscales le forcent à vendre la propriété familiale de Lamer Park, qui est ensuite démolie. Pour le reste de sa vie, il habite avec sa femme un appartement à Westminster.
En novembre 1948 a lieu à Londres la première du film cinématographique britannique L'Épopée du capitaine Scott. Il refuse, après une demande du producteur Michael Balcon, de donner son accord pour que sa personne soit représentée dans le film. Michael Balcon attribue néanmoins son rôle à l'acteur Barry Letts.
Apsley Cherry-Garrard meurt à l'âge de 73 ans, le 18 mai 1959, lors d'un séjour à l'hôtel de luxe « The Berkeley » à Londres, à la suite d'une insuffisance cardiaque. Il est enterré dans la tombe familiale des Cherry-Garrard à l'extrémité nord-ouest du St. Helen's Churchyard à Wheathampstead, marquée par une croix celtique à hauteur d'homme,. Dans l'église du cimetière se trouvent une statue en bronze créée à son image d'explorateur polaire et une plaque commémorative rappelant sa vie.

## Postérité

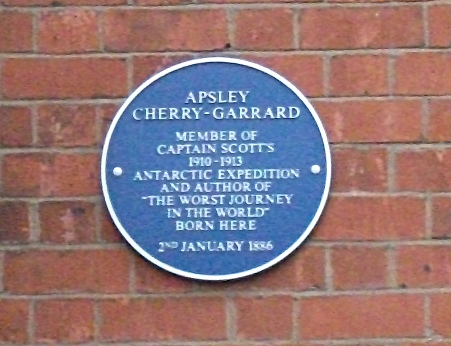
Plaque commémorative sur le lieu de naissance d'Apsley Cherry-Garrard à Bedford, dans le sud de l'Angleterre.

Le livre d'Apsley Cherry-Garrard Le Pire Voyage au monde fait partie des classiques de la littérature de voyage et de la littérature polaire. Jusqu'à nos jours, il a été publié en plusieurs exemplaires par différentes maisons d'édition. En été 2001, la version originale anglaise est classée par la National Geographic Society dans le top « The 100 Best Adventure Books of All Time » (« les 100 meilleurs livres d'aventures de tous les temps »). Cette évaluation est suivie par de nombreux autres critiques. Peter Matthiessen le qualifie de « meilleur livre jamais écrit sur l'exploration de l'Antarctique ». Kathrin Passig (de) qualifie le chapitre du livre consacré à la marche hivernale d'« une des descriptions les meilleures et les plus saisissantes de l'absurde disproportion entre les efforts et les résultats [...] ». L'historien polaire britannique Roland Huntford considère l'ouvrage de Cherry-Garrard comme « un mémoire de défense immature mais convaincant, hautement émotionnel ».
Sara Wheeler (en) écrit en 2001 la première biographie sous forme de livre de l'explorateur polaire sous le titre Cherry : A Life of Apsley Cherry-Garrard.
En 2007, la BBC produit un docu-drama biographique sur Cherry-Garrard, intitulé The Worst Journey in the World, avec Mark Gatiss dans le rôle principal. Barry Letts, qui a incarné Cherry-Garrard près de 60 ans auparavant dans le film L'Épopée du capitaine Scott, est le narrateur de l'épilogue. Dans la série télévisée britannique en sept épisodes The Last Place on Earth de 1985, basée sur la double biographie de Roland Huntford, Robert Scott et Roald Amundsen, Cherry-Garrard est interprété par Hugh Grant.
En novembre 2010, le maire de la ville de Bedford dévoile une plaque commémorative sur la maison natale d'Apsley Cherry-Garrard.
Les participants à l'expédition Fuchs-Hillary découvrent les vestiges du refuge construit par Cherry-Garrard, Wilson et Bowers lors d'une visite au cap Crozier. Sa préservation en tant que monument culturel et historique, décidée par le Secrétariat du Traité sur l'Antarctique (en), est entre les mains de l'Antarctic Heritage Trust néo-zélandais,. Les pièces d'équipement que les trois hommes ont laissées derrière eux en 1911 sont désormais conservées par des musées néo-zélandais.
Depuis la fin des recherches de James Cossar Ewart, les œufs de manchots empereurs collectés lors de la marche hivernale vers le cap Crozier sont de nouveau en possession du musée d'histoire naturelle, où ils ont entretemps été mis à la disposition d'autres zoologistes pour des recherches. Douglas Russell, conservateur de la collection de nids du musée, déclare dans une interview accordée au quotidien britannique The Guardian le 14 janvier 2012 que, parmi les 300 000 spécimens présents dans la collection, ce sont les trois exemplaires apportés par Cherry-Garrard qui reçoivent la plus grande attention du public.
Lors d'une vente aux enchères organisée par Christie's le 9 octobre 2012, 27 lettres écrites par Cherry-Garrard à sa mère lors de l'expédition Terra Nova atteignent finalement 67 250 livres sterling, après avoir été estimées jusqu'à 80 000 livres sterling,. Sa médaille polaire en argent et la médaille commémorative Scott qui lui a été décernée par la Royal Geographical Society sont vendues ensemble le 19 juin 2013 pour 58 000 livres sterling.
En Antarctique, son nom est attribué au mont Cherry-Garrard (71° 18′ S, 168° 41′ E) situé dans le nord de la terre Victoria, au glacier Garrard (84° 07′ S, 169° 35′ E) alimenté par un champ de névé au mont Kirkpatrick, ainsi qu'au glacier Cherry (84° 30′ S, 167° 10′ E) et à la cascade de glace Cherry (84° 27′ S, 167° 40′ E) qui se jettent dans le glacier Beardmore. En outre, il donne son nom à des vers suceurs de l'espèce Lepidapedon garrardi, appartenant à la famille des digenea marins, que l'on trouve dans les eaux de l'Antarctique,.

## Publication
- (en) Apsley Cherry-Garrard, The Worst Journey in the World, Londres, Vintage Books, 2010, 720 p. (ISBN 978-0-09-953037-4)